# The Gerry Mulligan Concert Jazz Band
The Gerry Mulligan Concert Jazz Band war eine zu Beginn der 1960er Jahre bestehende  US-amerikanische Big Band, die von dem Baritonsaxophonisten Gerry Mulligan gegründet wurde.

## Geschichte
Bereits Anfang 1952 hatte Gerry Mulligan Arrangements für Stan Kenton geschrieben, als dieser gerade aus finanziellen Gründen sein Innovations Orchestra von 1950/51 umbesetzen musste. Er kaufte damals mehrere Arrangements von Mulligan und nahm zwei davon auf, „Young Blood“ und „Swing House“. Diese Aufnahmen beeinflussten einen weiteren jungen Kenton-Arrangeur, Bill Holman. Im April spielte Mulligan erneut in größerer Besetzung vier Stücke mit einer Studioband für Columbia ein, die Bläser waren Bob Brookmeyer, Lee Konitz, Charlie Rouse und Zoot Sims.
In den späten 1950er Jahren organisierte Norman Granz einige Aufnahmesessions, bei denen er Mulligan mit Solisten wie Paul Desmond, Ben Webster, Stan Getz und Johnny Hodges zusammenbrachte. Nachdem Mulligan eine Zeitlang mit seinem Quartett gearbeitet hatte, überlegte er, nachdem ihm diese Besetzung „keine neuen Ausdrücksmöglichkeiten erlaubte“, die Gründung einer eigenen Bigband und stellte dann im März 1960 mit Unterstützung von Granz eine Formation zusammen, die ähnlich der Band besetzt war, mit der er bereits 1957 für Columbia im Studio war. Ein weiterer Mitarbeiter Mulligans bei der Suche nach der idealen Ausgestaltung war 1960 Posaunist Bob Brookmeyer, mit dem er die Band besetzte: sechs Blechbläser, vier Holzblasinstrumente plus Mulligan selbst am Baritonsaxophon sowie die Rhythmusgruppe aus Schlagzeug und Bass; eine Besetzung, die „keinen Verlust an Spontaneität“ garantierte.
„Das neue Orchester sollte nur Musik zum aufmerksamen Zuhören spielen und wurde deshalb Concert Jazz band genannt. (…) [Deren] Arrangements griffen nicht einmal auf die traditionelle Gegenüberstellung von Holzbläsersatz und Blechbläsersatz zurück und mieden schmetternde Kollektivpassagen oder die Verwendung von Riffs als Reizmittel.“ Mulligan erklärte hierzu auf dem Hüllentext der ersten LP:
„Ich wollte die gleiche Klangreinheit und Verflechtung der Melodielinien, die ich in den kleineren Ensembles hatte. Die Klarinette, die wir haben, dient nicht zur Führung des Saxophonsatzes, sondern trägt allgemein mit ihrem Klang zum Gesamten bei. Was die Solisten angeht, so beabsichtige ich, für den größten Teil der Soli nur wenige Leute einzusetzen, damit sie lange genug zu hören sind, um dem Publikum vertraut zu werden.“

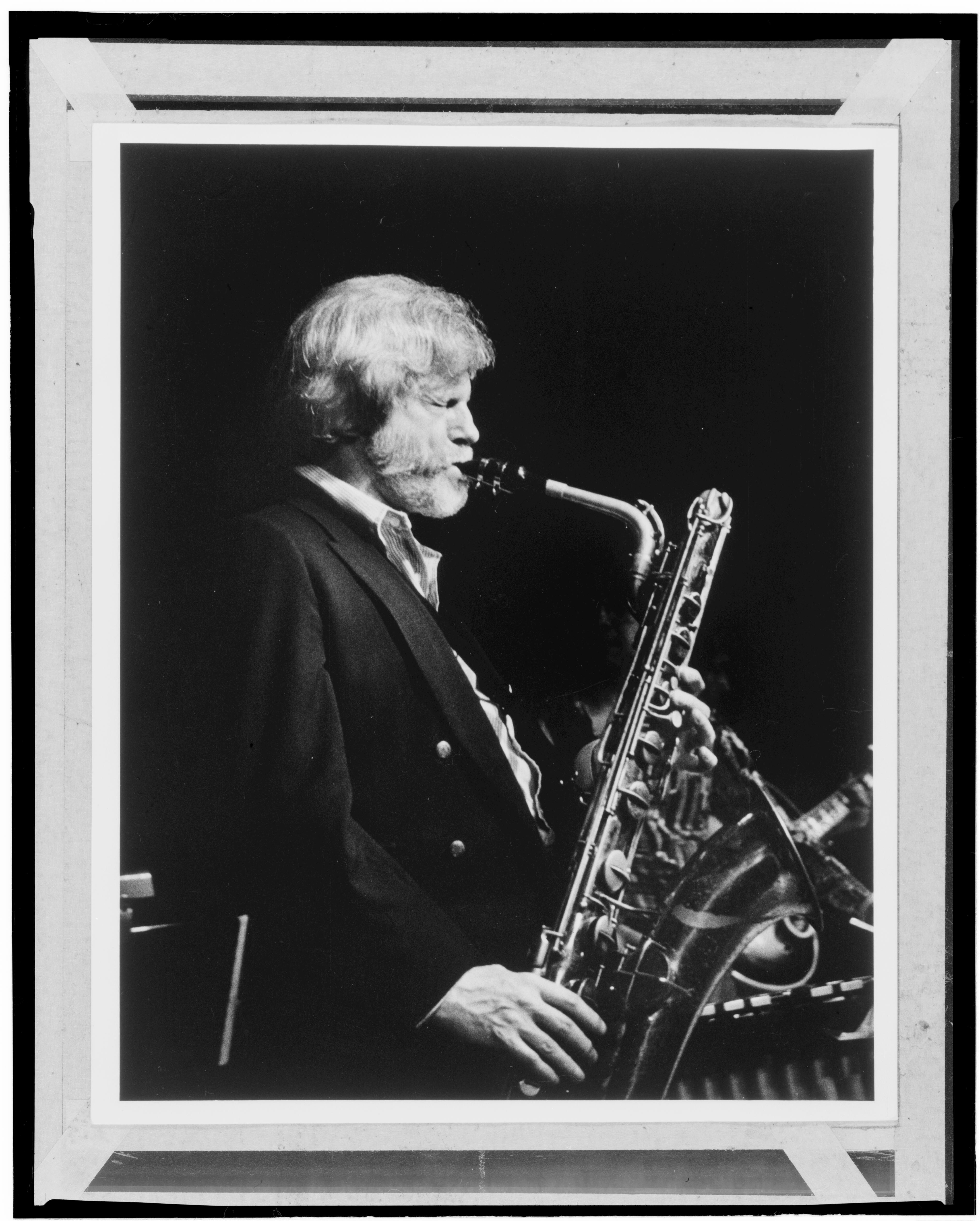
Gerry Mulligan in den 1980er Jahren.
Fotografie von William P. Gottlieb.

Zu diesen Schlüsselsolisten gehörten Clark Terry, Bob Brookmeyer, Zoot Sims, Willie Dennis, Mel Lewis und Mulligan selbst, der auch Klarinette und manchmal auch Klavier spielte; erste Arrangeure waren Brookmeyer, Al Cohn und Bill Holman.
Von Mai bis Juli 1960 entstand in New York ein erstes Studioalbum der Bigband; im Sommer trat sie auf dem Newport Jazz Festival auf. Das zweite Album war ein Mitschnitt von ihrer Tournee aus dem Santa Monica Auditorium in Santa Monica (Kalifornien) im Oktober 1960; im November folgte eine Europatournee, bei der u. a. im Olympia (Paris), Berlin und in Zürich weitere später veröffentlichte Mitschnitte entstanden. Inzwischen waren Conte Candoli, Willie Dennis und Zoot Sims in die Band gekommen.
Im Dezember hatte die Concert Jazz Band einen Auftritt im New Yorker Village Vanguard, der ebenfalls mitgeschnitten wurde. Darunter waren Standards wie „Body and Soul“, „Come Rain Or Come Shine“ und Johnny Mandels Filmkomposition „Barbara’s Theme“ (mit Trompeter Don Ferrara als Solisten). Bei der Tournee von 1961 arbeiteten für Mulligan die Arrangeure Johnny Carisi („Israel“), Gary McFarland („Weep“ und „Chuggin’“) und George Russell, der die dreiteilige Suite „All About Rosie“ beisteuerte, die er bereits 1957 beim Brandeis Jazz Festival arrangiert hatte. Mulligan selbst „schrieb nur wenige Arrangements für die Concert Jazz Band; in der Regel beschränkte er sich auf die Überwachung und die gelegentliche Ausfeilung der Arrangements, die ihm seine Vertrauensleute vorlegten (denen er genaue Anweisungen gab).“
Als Norman Granz’ Firma Verve 1961 an MGM verkauft wurde, endete die finanzielle Unterstützung durch das Label; obwohl noch zwei Alben entstanden, konnte Mulligan die Bigband bald nicht mehr regulär aufrechterhalten, trat aber noch bis 1964 mit ihr auf, u. a. im New Yorker Birdland und reaktivierte sie in den 1970er und 1980er Jahren für Plattenprojekte.
Anfang der 2000er Jahre produzierte Michael Cuscuna für Mosaic Records eine 4-CD-Ausgabe, die alle fünf zwischen 1960 und 1962 entstandenen Verve-Alben enthält, ergänzt um elf bislang unveröffentlichte Stücke.

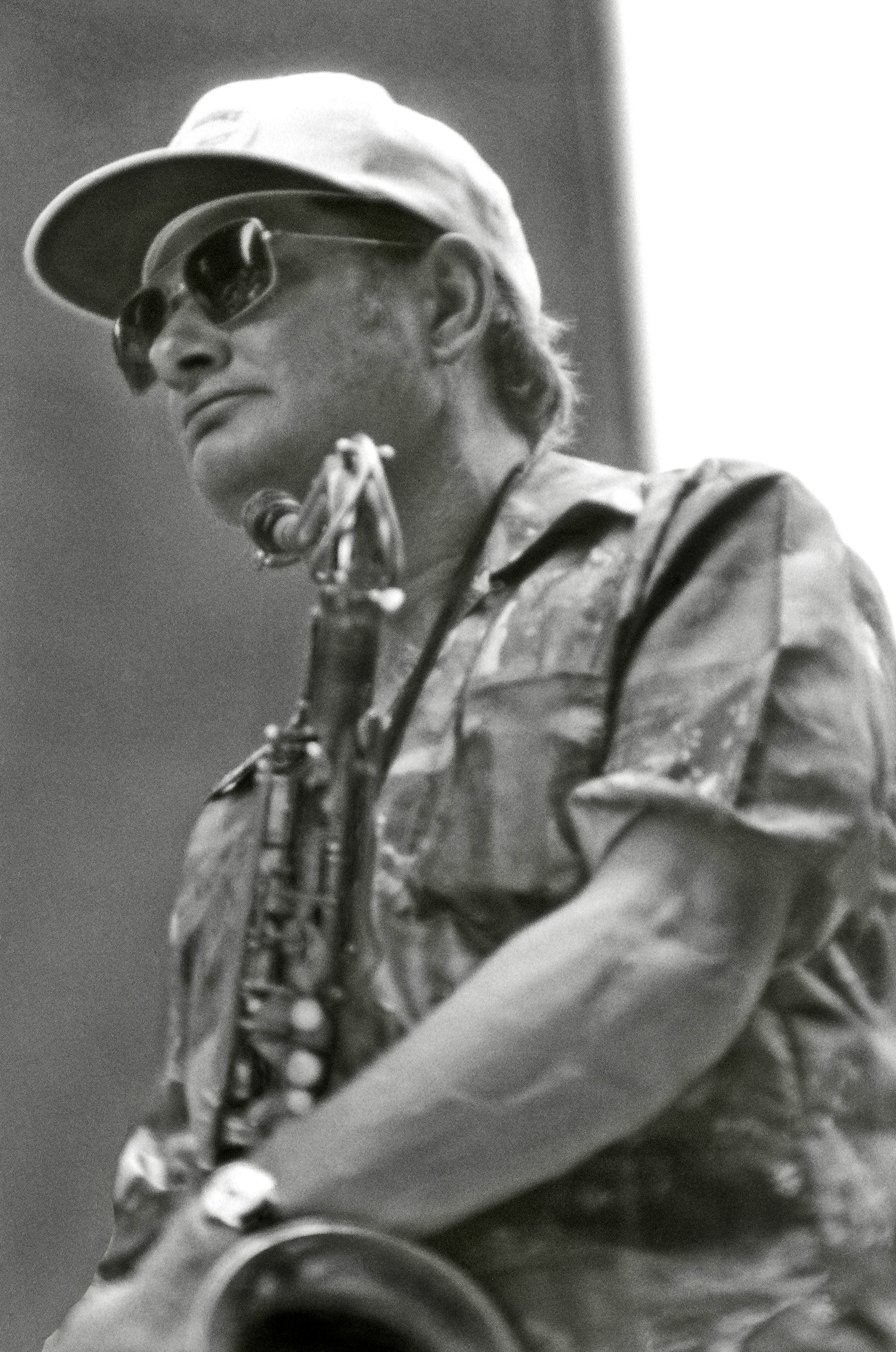
Zoot Sims 1976

## Würdigung
Der Downbeat-Autor Don DeMichael, der dem ersten Album die höchste Bewertung verlieh, schrieb damals: „In Mulligans Konzept ist eine Erweiterung und Entwicklung, das wir von seinem Quartett und Sextett her kennen: die Verbindung der Extreme – Einfachheit mit Komplexität, cooler Intellekt mit heißblütiger Emotion, Kultiviertheit mit Courage.“
Joachim Ernst Berendt betrachtete Mulligans Concert Jazz band wie auch die damalige Bigband von Quincy Jones (This Is How I Feel About Jazz) in der Nachfolge des Basie Band und sah sie „als fast so etwas wie eine sophistication Count Basies, aber zusätzlich mit viel kontrapunktischer Arbeit.“ Zu den wenigen Vorläufern der Concert Jazz Band zählt Bill Kirchner die Red Norvo Band der späten 1940er Jahre mit den Arrangements von Eddie Sauter.
Für Arrigo Polillo waren „in dem großen Orchester (…) harmonische Raffinesse mit rhythmischer Kraft und Einfachheit mit Vielfältigkeit gepaart, während jede Form von Effekthascherei streng verpönt war. (…) nach Meinung vieler war es die interessanteste Bigband der sechziger Jahre und mit Sicherheit war es die originellste und aristokratischste.“

## Diskographie
Original-Alben
- 1960 – Gerry Mulligan And The Concert Jazz Band (Verve MGV 8388)
- 1960 – Gerry Mulligan And The Concert Jazz Band On Tour (Verve V/V6 8438)
- 1960 – Gerry Mulligan And The Concert Jazz Band At The Village Vanguard (Verve MGV 8396)
- 1961 – Gerry Mulligan And The Concert Jazz Band Present A Concert In Jazz (Verve V/V6 8415)
- 1962 – Gerry Mulligan and The Concert Jazz Band ’63  (Verve VLP 9037)

Weitere Live-Veröffentlichungen

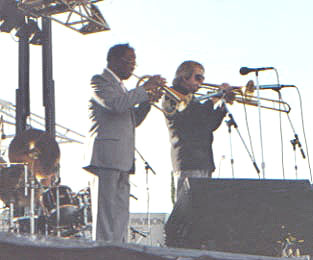
Bob Brookmeyer (rechts) mit Clark Terry

- Concert Jazz Band – Live At The Olympia, Paris 1960 (Gambit)
- Santa Monica 1960 (Fresh Sound Records, ed. 2012)
- Gerry Mulligan and The Concert Jazz Band featuring Zoot Sims (TCB Records)
- Concert in the Rain (Jazz Band, 1962/63) Mitschnitt von Newport 1962

Kompilationen
- The Arranger (Columbia PC34803, mit weiteren Aufnahmen von Gene Krupa und Elliot Lawrence)
- The Complete Verve Gerry Mulligan Concert Band Sessions (Mosaic MD4-221)
- Verve Jazz Masters 36 – Gerry Mulligan (Verve 523342-2)